# Вахрушов, Феодосий Михайлович
Феодо́сий Миха́йлович Вахрушо́в (26 февраля 1870, Тотьма — 8 декабря 1931, там же) — русский художник, живописец-пейзажист и монументалист. Большинство работ связаны с природой и архитектурой Русского Севера. Краевед, исследователь и собиратель народного искусства, основатель собрания Краеведческого музея Тотьмы.

## Биография

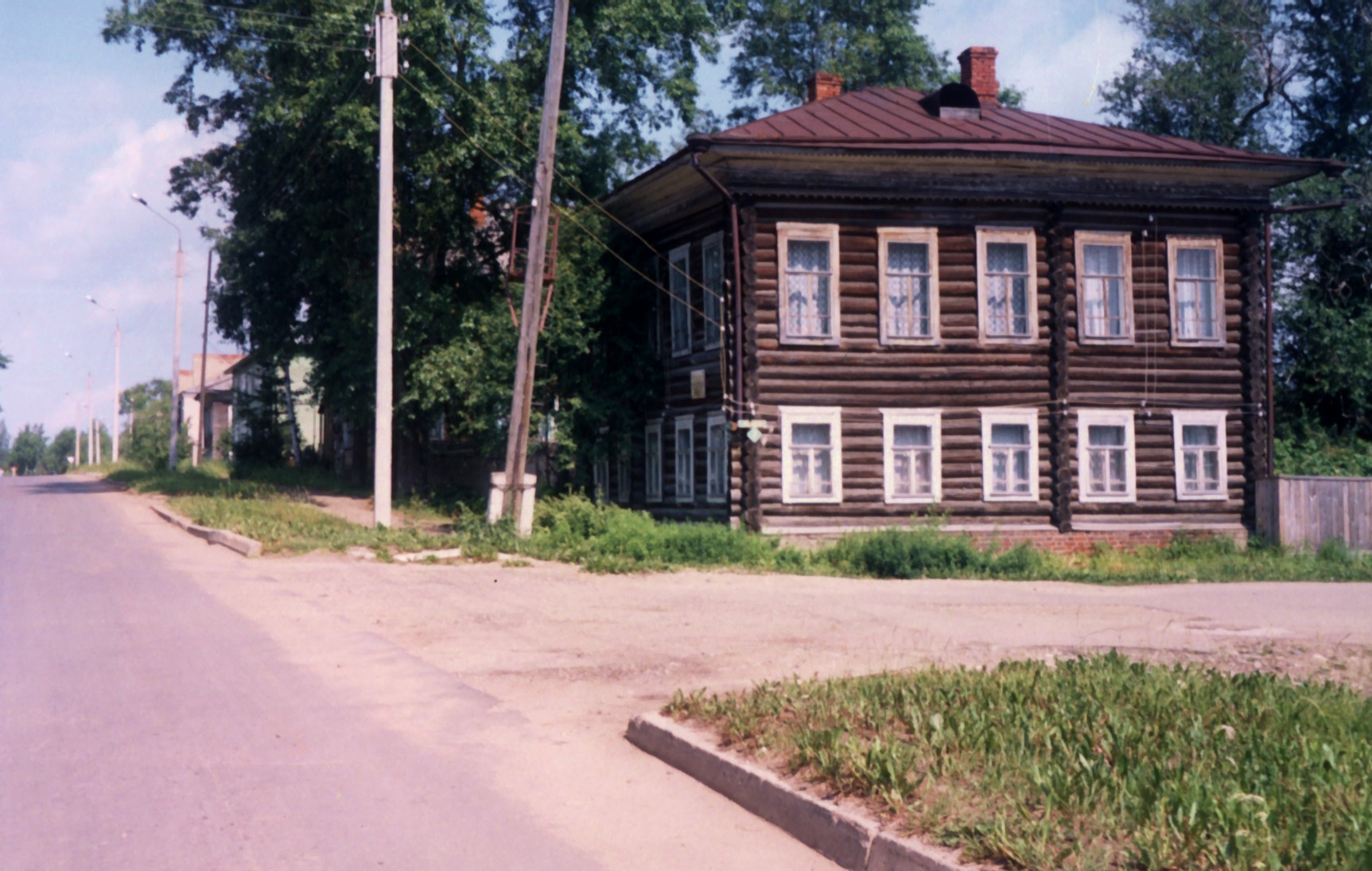
Дом, в котором жил художник-пейзажист Вахрушев

Родился 26 февраля 1870 года в городе Тотьме Вологодской губернии в семье Михаила Акинфовича Вахрушова, мелкого служащего, и Клавдии Ивановны, домохозяйки. После окончания уездного училища работал писцом при полицейском надзирателе, после чего непродолжительное время обучался у местного ремесленного живописца.
Случайно познакомившаяся с юным Вахрушовым вдова богатого купца Хаминова помогла ему перебраться в Царское Село, где Вахрушов 2 года жил в семье адъюнкт-профессора Императорской Академии художеств М. Н. Васильева, готовясь к поступлению в это учебное заведение: учился в Школе рисования, ваяния и зодчества при Академии (1886—1888 годы), с 1889 года — вольнослушатель Академии. В 1890 году Ф. М. Вахрушов стал студентом Академии художеств, в 1894 году удостоился звания классного художника 3-й степени. С 1895 по 1897 годы обучался у И. Е. Репина. В 1897 году Ф. М. Вахрушов получил диплом и свидетельство о праве на преподавания рисования в средних учебных заведениях и покинул Академию.
С 1897 по 1913 год жил и работал в основном на Украине.
С 1914 года Ф. М. Вахрушов вновь поселился в Тотьме, где он в 1906 году построил дом для семьи по собственному проекту.
На одном из островов Сухоны в 2 километрах от Тотьмы он поставил маленькую избушку, где жил подолгу и писал этюды. Активно участвовал в деятельности Северного кружка любителей изящных искусств, существовавшего в Вологде с 1906 по 1920 год. Его организаторами и членами были представители местной интеллигенции. Среди них, помимо Ф. М. Вахрушова, были другие художники — А. Н. Каринская, Н. П. Дмитревский, искусствоведы И. В. Евдокимов, С. Р. Эрнст, И. В. Федышин. «Почётными членами» кружка были И. Е. Репин, Е. Е. Лансере, а «постоянным членом» — художник и искусствовед Г. К. Лукомский.
Принимал активное участие в комплектовании Тотемского краеведческого музея. С членами Тотемского отделения Вологодского общества изучения Северного края (1915—1922 годы) Вахрушов собирал для музея предметы народного искусства и церковной старины. В 1919—1922 годы совершил много экспедиций по реке Кокшеньге, собирая экспонаты для музея (большей частью, предметы народного быта и декоративно-прикладного искусства), делая этюды, зарисовки, регистрируя памятники архитектуры. Совместно с художником Е. И. Праведниковым написал задники для отдела природы музея.
В 1919 году Ф. М. Вахрушов вывез, и тем самым, спас художественные ценности из разорённого Спасо-Суморина монастыря под Тотьмой. В 1925 году с учёными ленинградского Геологического музея Академии наук Ф. М. Вахрушов совершал неоднократные поездки по Малой Северной Двине, в том числе, на археологические раскопки, начатые профессором В. П. Амалицким с целью изучения северодвинской фауны. Живя в Тотьме, Ф. М. Вахрушов был сотрудником вологодского Музея иконописи, сотрудничал с Государственным Историческим музеем в Москве и с Музеем этнографии в Ленинграде.
В 1930 году Горсовет Тотьмы принял решение отобрать у Ф. М. Вахрушева дом, где также находилась мастерская художника, однако решение не было исполнено.
В 1931 году Ф. М. Вахрушов умер в Тотьме от осложнений пневмонии.

## Творчество
В 1897 году по рекомендации первого учителя, М. Н. Васильева, Вахрушов был утверждён в штат помощников профессора живописи В. П. Верещагина, возглавлявшего работу по возобновлению росписи Успенского собора Киево-Печерской лавры. С 1897 по 1913 годы Ф. М. Вахрушов занимается монументальной живописью, изучает стиль росписей В. М. Васнецова, работавшего в Киеве во Владимирском соборе в 1885—1895 годы. В 1913 году Ф. М. Вахрушов по собственным эскизам расписал стены в алтаре верхнего храма в кафедральном соборе Богоявления в Тотьме и домовую церковь духовного училища.
До 1913 года Ф. М. Вахрушов продолжает работать на Украине, занимаясь как монументальной, так и станковой живописью, путешествуя по югу Российской Империи, пишет много этюдов совместно с И. С. Ижакевичем.
В Тотьме, где художник обычно проводил зимы, он пишет много портретов родных, близких, товарищей по рыбной ловле и охоте, а также свой единственный автопортрет (1890 год) и портрет матери (1899 год).
Почти все произведения Вахрушова-пейзажиста связаны с образом реки Сухоны, многочисленные виды окрестностей которой были написаны им во все времена года. Образ северной реки нашёл своё воплощение в лучших пейзажах художника — «На реке Сухоне» (1910 год), «Дедов остров», «Хмурый осенний день» и другие картины.
Вахрушов владел карандашом, сангиной, рисунком пером тушью, пользовался акварелью от подцветки рисунков и эскизов до выполнения портретов и пейзажей с натуры или по памяти целиком в этой технике.

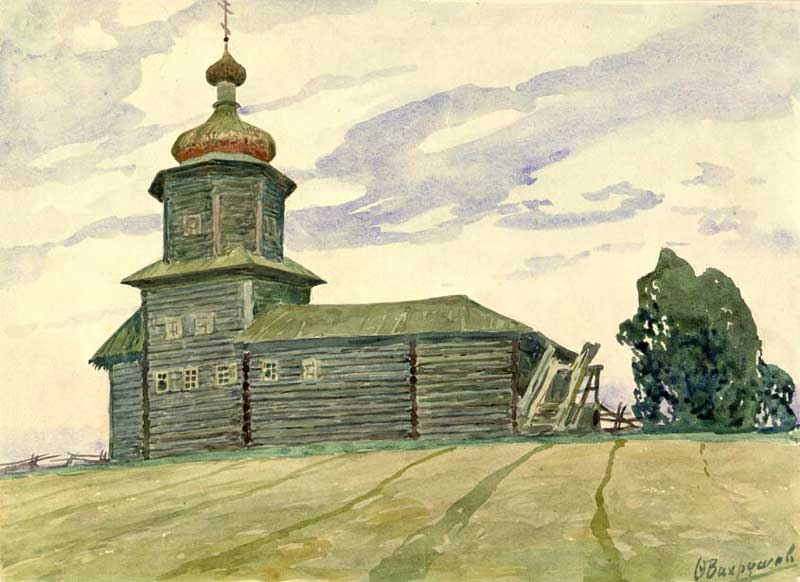
Акварель, ВОКГ
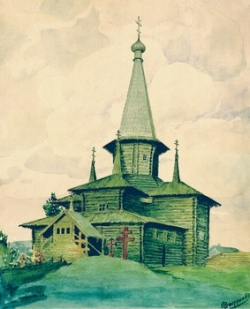
Богородицкая церковь в селе Заячеричье Тотемского уезда Вологодской губернии, 1920-е, акварель, ВОКГ
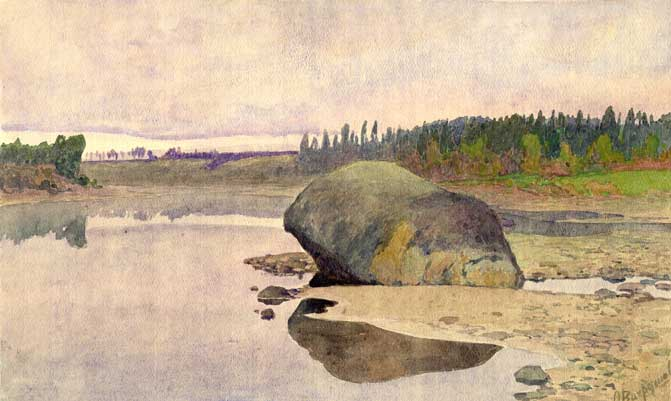
Акварель, ВОКГ
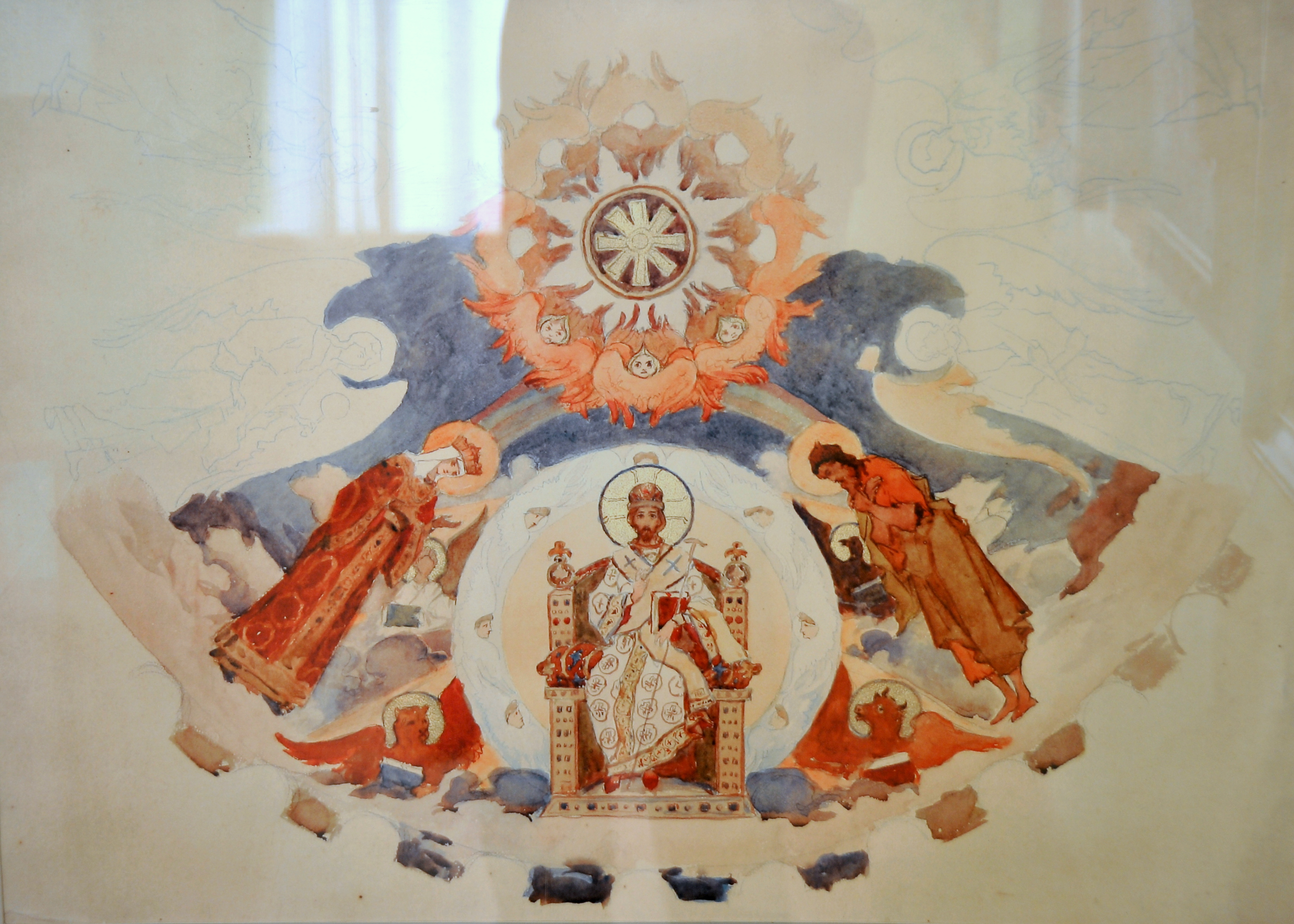
Эскиз интерьера храма. Акварель, Тотемский краеведческий музей

### Выставки
- 1918—1919 годы — участник (картина «К весне») «Первой Государственной свободной выставки произведений искусства», Дворец искусств, Петроград.
- 1928 год — участник (несколько картин, посвящённых Тотьме) «1-й выставки картин и рисунков инициативной группы художников-вологжан при государственном музее».

После смерти:
- 1962 год — персональная выставка, Вологодская областная картинная галерея, Вологда.
- 1999 год — персональная выставка, Вологодская областная картинная галерея, Вологда.
- 2006 год — несколько картин в рамках выставки «Образ Родины»; вручались премии имени Ф. М. Вахрушова и А. А. Борисова, Вологда[5].

## Память
- В Краеведческом музее Тотьмы есть залы, посвящённые творчеству Ф. М. Вахрушова.
- В честь художника названа улица в деревне Варницы неподалёку от Тотьмы (улица Ф. М. Вахрушова)[6].